# Novo Planalto
Novo Planalto là một đô thị thuộc bang Goiás, Brasil. Đô thị này có diện tích 1242,639 km², dân số năm 2007 là 2721 người, mật độ 2,2 người/km².